# Mr. Bean's Holiday
Mr. Bean's Holiday is de tweede film over het personage Mr. Bean, na Bean: The Ultimate Disaster Movie, en werd uitgebracht in 2007. Volgens de acteur, Rowan Atkinson, is dit het laatste avontuur dat Bean zal beleven.

## Verhaal
Mr. Bean wint een treinreis naar Zuid-Frankrijk. Onderweg gaat er van alles verkeerd, mede omdat de man aan wie hij vraagt om iets van hem te filmen op het station, per ongeluk achterblijft op het station terwijl zijn zoontje Stepan al wel in de trein zit. Bean ziet zichzelf genoodzaakt om (min of meer) te zorgen voor Stepan. Onderweg belanden Bean en het jongetje opnieuw buiten de trein, waardoor ze op een andere manier in Zuid-Frankrijk moeten zien te geraken. Stepan en Bean komen zonder kleingeld te zitten. Mr. Bean steelt een radio en een zwarte maillot, die hij op zijn hoofd doet bij wijze van een pruik. Hij playbackt op een opera-nummer, en doet alsof Stepan zijn op sterven liggend zoontje is. Ze halen massa's geld op.
Ze maken kennis met de Franse Sabine die naar het filmfestival van Cannes reist om daar de première van haar film bij te wonen. Onderweg naar Cannes proberen Mr. Bean en Stepan nogmaals de vader van Stepan te bereiken met de mobiel van Sabine. Dat mislukt en Mr. Bean eindigt met al scrollend door de ringtones van het mobieltje. 's Nachts valt Sabine achter het stuur in slaap en Mr. Bean rijdt de auto verder. Uiteindelijk bereiken ze Cannes.
Ondertussen wordt Mr. Bean wel een gezochte verdachte want iedereen denkt dat hij Stepan ontvoerd heeft. Als ze met Sabine naar Cannes gaan, moeten ze zich verkleden als oma (Bean) en dochter (Sabine), met hun kleindochter (Stepan).
Tijdens de première merkt Bean dat Sabine vindt dat ze veel te weinig te zien is in de film: de enige scène waarin zij speelde, werd eruit geknipt, zodat ze maar vijf seconden in beeld was. Bean besluit daar wat aan te doen door beelden, gemaakt met zijn eigen camera, stiekem te vertonen tijdens de première. In Beans montage is Sabine veel vaker te zien. De beelden van Bean vindt iedereen in de zaal veel interessanter. De film krijgt een groot applaus. Carson Clay, de regisseur, is eerst furieus omdat Mr. Bean zijn film "verpestte", maar als hij ziet dat het publiek het geweldig vindt, beweert hij dat het allemaal zijn idee was.
De vader van het jongetje, die dacht dat Bean zijn zoontje ontvoerd had, is ook weer blij dat hij zijn zoon terug heeft. Die vader blijkt een van de juryleden van het filmfestival te zijn. Eindelijk kan Mr. Bean naar het strand om vakantie te vieren.

## Rolverdeling
| Acteur         | Personage                      |
| -------------- | ------------------------------ |
| Hoofdrollen    |                                |
| Rowan Atkinson | Mr. Bean                       |
| Max Baldry     | Stepan (het jongetje)          |
| Emma de Caunes | Sabine                         |
| Willem Dafoe   | Carson Clay                    |
| Jean Rochefort | Een restauranthouder in Parijs |
| Karel Roden    | Emil                           |

## Achtergrond
- Volgens Atkinson is het personage Bean gebaseerd op het personage Monsieur Hulot, een creatie van de Franse schrijver Jacques Tati. De eerste film over Hulot heette Les vacances de Monsieur Hulot. Het is niet duidelijk of de titel van deze film daarop is gebaseerd. De scène waarin Bean met zijn fiets een groep wielrenners voorbij rijdt is ook afkomstig van Monsieur Hulot.
- In een interview met Atkinson zei hij dat hij vond dat Bean in de vorige film Bean: The Ultimate Disaster Movie te veel praatte. In deze film praat hij weer minder.
- Aanvankelijk zou de film in de Verenigde Staten al op 23 maart 2007 in première gaan. Universal Pictures verplaatste de première naar 29 september 2007.
- Sabine rijdt in de film in hetzelfde model auto als Bean; een geel-zwarte mini.
- De acteur Max Baldry speelt het uit Rusland afkomstige jongetje Stepan. In het echt is hij ook half-Russisch.